# Förstärkningsord
Förstärkningsord är ord som ger förstärkande attribut på det som i samband uttrycks, exempelvis: ”Wikipedia är mycket bra” relativt ”Wikipedia är bra”, där föregångaren innehåller förstärkningsordet mycket. Svordomar kan användas både som kraftuttryck och förstärkningsord.
De vanligaste förstärkningsorden är gradadverben väldigt och mycket som förstärker adjektiv eller adverb. Andra exempel är hemskt, sjukt och grymt. Förstärkningsord byts ofta eftersom de snabbt blir urvattnade och kan därför var tydliga generations- eller tidsmarkörer. Alla förstärkningsord fungerar inte alltid som förstärkning i alla fraser, men det finns direkta motsatsord som ändå används, till exempel jätteliten och skitgod. Sådana stilfigurer kallas oxymoroner.
Motsatsen är försvagningsord.

## Exempelfraser
Nedan exempel visar förstärkningsordet i fetstilt:
- ”enormt vacker”
- ”fett dyrt”
- ”fruktansvärt tråkig”
- ”grymt hungrig”
- ”gräsligt ful”
- ”hemskt rolig”
- himla snygg”
- ”mycket trött”
- ”otroligt feg”
- ”ruskigt spännande”
- ”rysligt jämnt”
- ”sjukt kul”
- ”väldigt stor”

## Förstärkningsprefix
Utöver förstärkningsord finns även förstärkande prefix (förled). Ett mycket gammalt sådant är ”gall-” som främst används i ”gallskrik”. I fornnordiskan finns det belagt i heitin gallópnir, ”gallskrikare”, för örn (ópnir = ”yppare”). Även förstärkningsprefixet sten- förekommer i flera äldre språk, såsom på isländska, tyska och engelska.
Andra exempel är:
- as- som i ”asdålig”
- svin- som i ”svinbra”
- sten- som i ”stenkul”.